# Strange Horizons
Strange Horizons är en amerikansk nättidskift med fokus på science fiction, fantasy, slipstream och närliggande litteraturformer. Tidskriften grundades 2000 och har sedan dess uppdateras på veckobasis. Noveller publicerade i tidskriften har återfunnits bland de nominerade till såväl Hugo- som Nebulapriset.
Från och med 2010 skriver science fictionkännaren John Clute recensioner i tidskriftens spalt Scores var sjätte vecka.
Tidskriften finansieras genom donationer.